# Порто-Виро
Порто-Виро (итал. Porto Viro) — коммуна в Италии, располагается в провинции Ровиго области Венеция.
Население составляет 14 396 человек, плотность населения составляет 108 чел./км². Занимает площадь 133 км². Почтовый индекс — 45014. Телефонный код — 0426.
В коммуне особо почитают Пресвятую Богородицу, празднование 11 октября.